# Hallowed Butchery
Hallowed Butchery ist eine 2004 als Hallowed Butchery of the Son gegründete experimentelle Funeral-Doom-Band.

## Geschichte
Hallowed Butchery ist das musikalische Soloprojekt von Ryan Scott Fairfield. Fairfield agiert als alleiniges Mitglied des Projektes aus der Privatsphäre seines ländlich gelegenen Hauses in Maine. 
Seine Kindheit in einem streng christlichen Elternhaus prägte die lyrische und konzeptionelle Ausrichtung seiner späteren musikalischen Projekte. Das Interesse an Musik wuchs von der vierten Klasse an. Während seiner Zeit an der Highschool begann er selbst Musik zu produzieren.
Er initiierte im Jahr 2004 das Grindcore-Projekt Hallowed Butchery of the Son aus dem nach wenigen Aufnahmen die ohne Unterstützung eines Labels erschienen 2007 Hallowed Butchery hervorging.
Noch mit Hallowed Butchery of the Son bestritt Fairfield eine Kanada-Tournee. Gelangweilt von Gtindcore variierte Fairfield den gespielten Musikstil und änderte den Namen des Projektes. Erste für eine Split-EP eingespielte Aufnahmen gingen in einem Computer-Absturz verloren. Mit Funeral Rites for the Living debütierte Hallowed Butchery dann, zwei Jahre nach dem Namenswechsel, über Vendetta Records und Sacred Tapes. Joachim Hiller lobte das Album für das Ox-Fanzine als „höchst angenehmes, atmosphärisches und abwechslungsreiches Album“. Weitere Rezensionen hoben neben der atmosphärischen Dichte die stilistische Vielfalt und Eigenständigkeit des Albums hervor. So schrieb Betrand Marchal für Doom-Metal.com von einer neuen und eigenen Ausdrucksform. Auch Rezensionen für weitere Webzines beschrieben die Musik als nicht einfach kategorisierbar aber atmosphärisch und musikalisch in sich geschlossen. Auf das Debüt folgend veröffentlichte Fairfield eine Kompilation sowie Split-Veröffentlichungen mit The Austrasian Goat und Battilus, bevor er die Fortführung des Projektes aufgrund einer psychosozialen Belastung vorübergehend aussetzte. Ein zweites Album war bereits abgeschlossen aufgenommen, als er „desillusioniert und deprimiert alle aufgenommenen Musikstücke und Bilder“ vernichtete und Hallowed Butchery aufgab. Er zog sich in die Abgeschiedenheit zurück und kehrte der Metal-Szene vorerst den Rücken.
Jahre nach seinem Rückzug entschloss sich Fairfield das Projekt zu reformieren. Im Jahr 2017 schloss sich Fairfield Jonathan Curless und dessen Sekte Church of the final Pilgrimage für zwei Wochen an. Er lebte über zwei Wochen mit der Gruppe und nahm ihre heilige Schrift The Consecrated Tenets of The Church of the Final Pilgrimage als Grundlage für seine eigenen Aufarbeitungen und Anbetung des Todes in Form seines zweiten Studioalbums. Fairfield schrieb Liedtexte in Anlehnung an die Schrift, des Kultes der den Tod als von der modernen Welt korrumpiertes Ideal des Lebens beurteilt. Deathsongs from the Hymnal of the Church of the Final Pilgrimage erschien im Jahr 2021 als Musikkassette, nachdem Vendetta Records ein zu hohes kommerzielles Risiko in der Veröffentlichung sah. Ein Jahr später gab das Label Aesthetic Death Records eine von Greg Chandler in seinen Priory Recording Studios neu gemasterte Version mit zwei Begleitheften als CD heraus. Eines der Hefte enthielt die Angaben zu den Aufnahmen, sowie die Liedtexte, die zweite Version Auszüge aus der Schrift The Consecrated Tenets of The Church of the Final Pilgrimage. Das Album wurde weitestgehend positiv aufgenommen. Für Metal.de wurde die Musik von Erik Tillmanns als spannungslos kritisiert. Andere Rezensenten lobten die Veröffentlichung dem Gegenüberstehend als „abwechslungsreich“, und „äußerst vielfältig“. Vielmehr erweise sich das Album als „opulent in den Details,“ derweil jedoch „niemals dem Kern und der Essenz der Szene, untreu.“ Das Ergebnis wird als „ein Werk von überdimensionierter Tiefe“ mit einer anziehenden und fesselnden Wirkung beschrieben. Dadurch erweise sich Deathsongs from the Hymnal of the Church of the Final Pilgrimage als ebenso komplex wie „vorbildlich, ungewöhnlich und zutiefst intelligent“.

„Mit einer so vielseitigen wie konsistenten Kombination unterschiedlichster Klangelemente malt der amerikanische Eigenbrötler ein teils ungeschönt brutales, teils esoterisch verklärendes Bild eines uns allen auflauernden Abgrunds. Nicht zuletzt dank seines druckvollen, ungetrübten Sounds ist „Deathsongs From The Hymnal Of The Church Of The Final Pilgrimage“ ein unglaublich beeindruckendes und doch überraschend leicht zu verinnerlichendes Album, das kein Fan von Doom Metal, Industrial und Neofolk ungehört lassen sollte.“

## Stil
Hallowed Butchery spielt einen Crossover aus experimentellem Funeral Doom und Industrial Metal mit Black-Metal- und Neofolk-Einflüssen. Das musikalische Resultat wird für Doom-Metal.com als „völlig dunkel und beängstigend“ beschrieben. Die Einflüsse der Musik werden als vielschichtig und divergent wahrgenommen. Exemplarisch werden Drone-Doom- und Post-Metal-Initiatoren Earth und Neurosis, gleichsam als Einfluss wahrgenommen wie der Soundtrack-Komponist Ennio Morricone, und der Folk- und Rockmusiker Neil Young. Von Phasen, die an den harschen Post-Industrial und Industrial Metal von Godflesh und Swans erinnern über Funeral Doom zu Neofolk-Passagen, die Fairfield selbst mit Death in June in Verbindung bringt.
Gemein ist den Stücken der langsame Aufbau und der Einsatz von Nachhall und verschiedenen Verfremdungen und Verzerrungen der Stimme und Instrumente. Der Gesang variiert dabei von „markerschütternden, dämonischen Screams und Growls“ zu „leicht melancholische[n] Gesänge[n]“ mit klarer Stimme. Der Aufbau der Musik nutzt, in Entsprechung des Post-Metal dynamische Brüche von „niederschmetternden Gitarren und Drums“ zu „außerweltliche[n] Synthesizer und Electro-Sounds in getragenen Passagen“ bis hin zu Reduzierung auf wenige Gitarrenanschläge der Akustikgitarre.

## Diskografie
Als Hallowed Butchery of the Son
- 2006: Pure Electro Scum (Demo, Selbstverlag)
- 2007: Discography (Kompilation, Selbstverlag)

Als Hallowed Butchery
- 2009: Funeral Rites for the Living (Album, Vendetta Records/Sacred Tapes)
- 2010: Canticle of the Beast: A Collection of Unreleased Demos (Demo, Thought Crime Records/Vendetta Records)
- 2010: Batillus / Hallowed Butchery (Split-Album mit Batillus, Vendetta Records)
- 2011: Songs of Self Reliance and Solitude (Split-EP mit The Austrasian Goat, Vendetta Records)
- 2012: Hymns of the Apostate (Kompilation, Vendetta Records)
- 2021: Deathsongs from the Hymnal of the Church of the Final Pilgrimage (Album, Selbstverlag 2022: Aesthetic Death Records/Death Scream Recordings)